# Аннино (Волоколамский район)
Аннино — деревня в Волоколамском районе Московской области России.
Относится к сельскому поселению Чисменское, до муниципальной реформы 2006 года относилась к Чисменскому сельскому округу. Население — 1 чел. (2010).

## Население
| 1852 | 1859 | 1890 | 1926 | 2002 | 2006 | 2010 |
| ---- | ---- | ---- | ---- | ---- | ---- | ---- |
| 74   | ↘71  | ↗104 | ↗129 | ↘10  | ↘1   | →1   |

## Расположение
Деревня Аннино расположена примерно в 15 км к северо-востоку от центра города Волоколамска, в устье впадающей в Каменку небольшой реки Першинки, чуть восточнее протекает Большая Сестра (бассейн Иваньковского водохранилища). В деревне две улицы — Васильковая и Майская. Ближайшие населённые пункты — деревни Житино и Чеблоково.

## Исторические сведения
В «Списке населённых мест» 1862 года Аннино — владельческое сельцо 1-го стана Клинского уезда Московской губернии по левую сторону Волоколамского тракта, в 40 верстах от уездного города, при реке Сестре, с 9 дворами и 71 жителем (32 мужчины, 39 женщин).
По данным на 1890 год входила в состав Калеевской волости Клинского уезда, число душ составляло 104 человека.
В 1913 году — 21 двор.
В 1917 году Калеевская волость была передана в Волоколамский уезд.
По материалам Всесоюзной переписи населения 1926 года — деревня Медведковского сельсовета Калеевской волости Волоколамского уезда, проживало 129 жителей (59 мужчин, 70 женщин), насчитывалось 28 крестьянских хозяйств.
С 1929 года — населённый пункт в составе Волоколамского района Московской области.